# Cabeza momificada de gato del Museo Ure

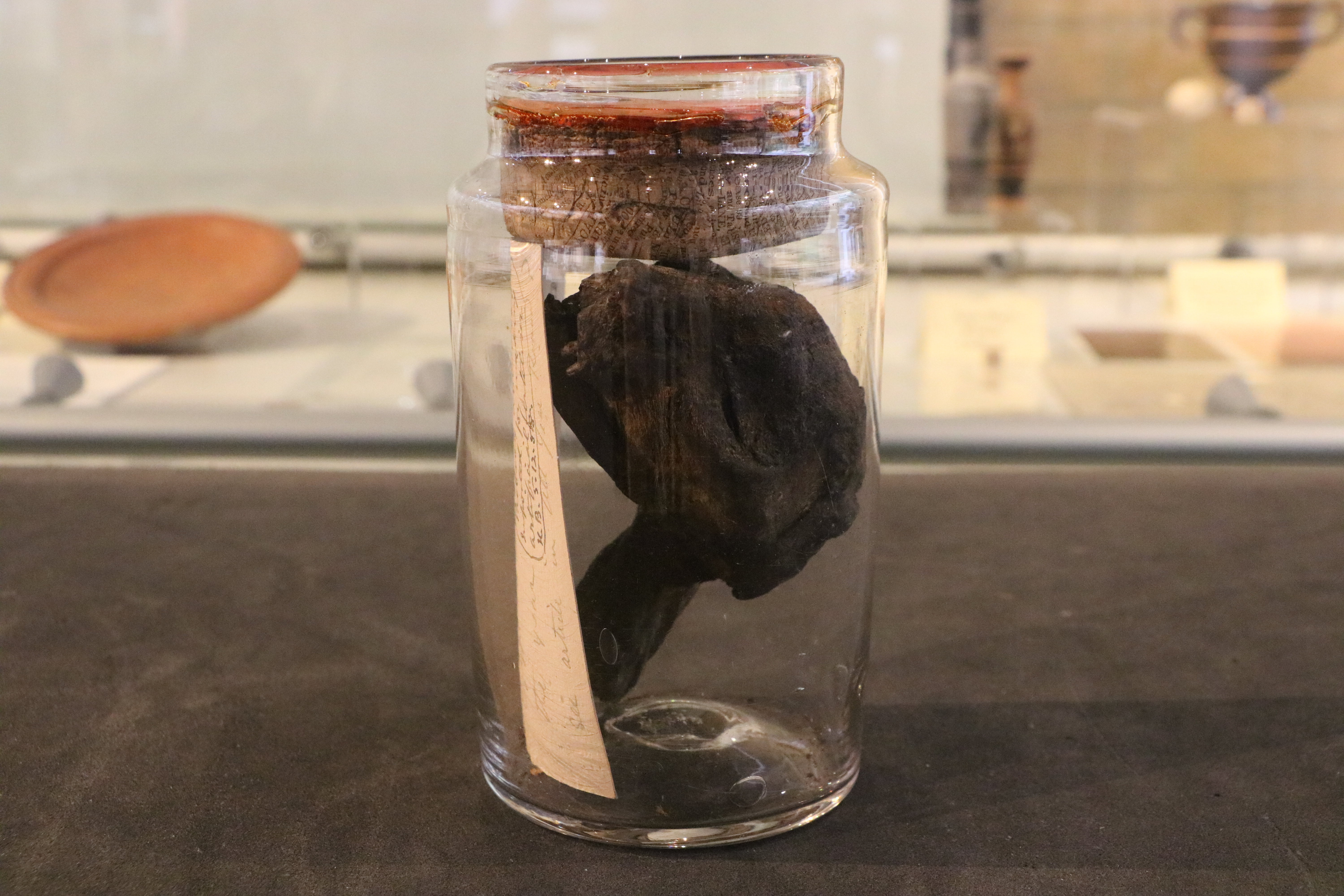
Lado izquierdo de la cabeza de gato momificado, mostrada en un frasco victoriano.

El gato momificado del Museo Ure es la cabeza y cuello de un gato doméstico momificado del Antiguo Egipto. Es exhibido en un frasco de vidrio contemporáneo de su descubrimiento a finales del siglo XIX.

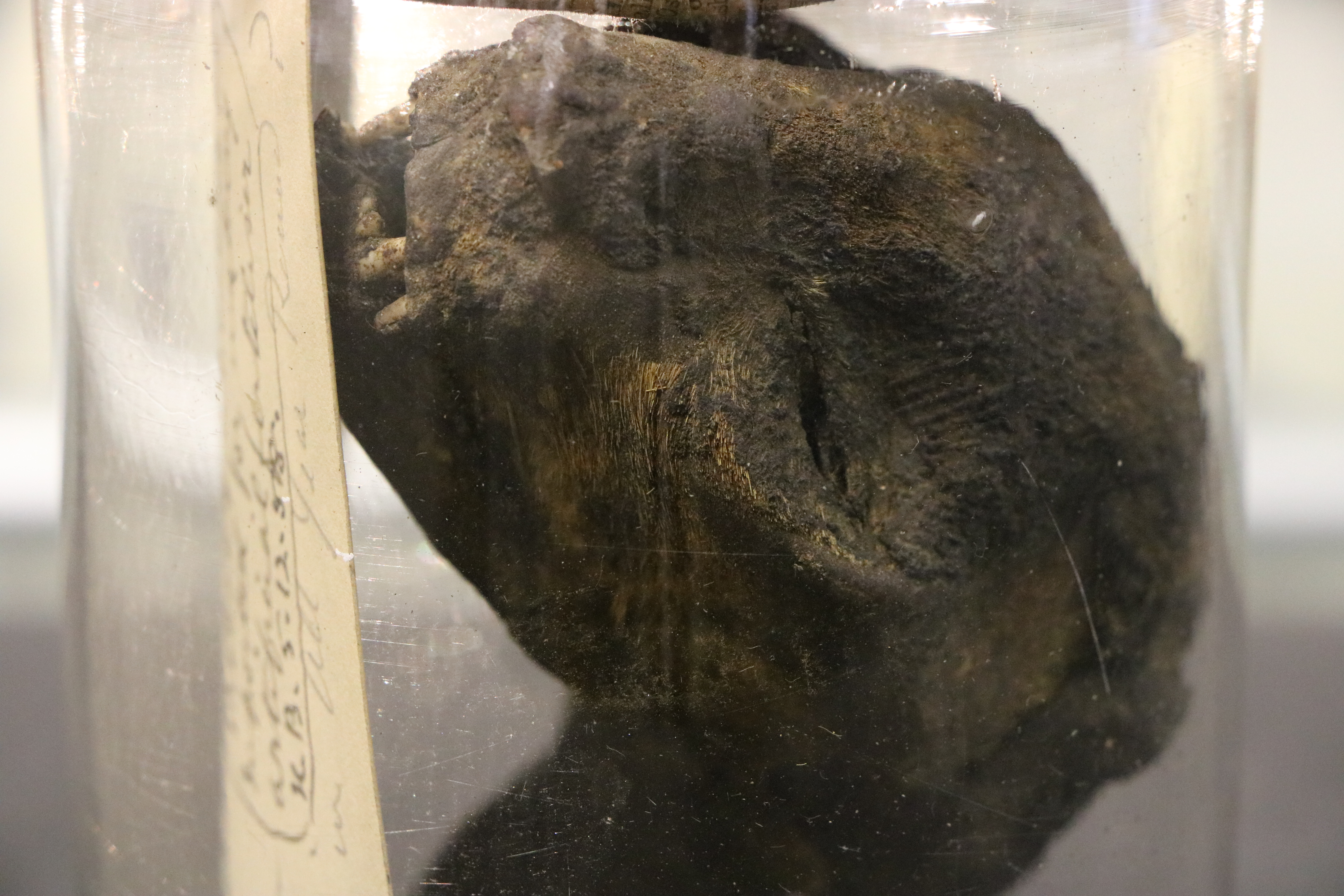
Detalle de la cabeza del gato momificado, mostrando claramente bigotes, piel y dientes.

## Descripción
Solo quedan del gato la cabeza y el cuello, con la mayoría del envoltorio original habiendo sido retirado. La cabeza está muy bien preservada, dientes y bigotes son claramente visibles, y la mayoría de la piel está intacta.
La cabeza está sellada en un frasco de vidrio victoriano cerrado con un tapón de corcho envuelto en papel de periódico. Dentro del frasco, junto a la cabeza, hay una tarjeta de invitación cuyo reverso se ha utilizado como etiqueta improvisada para el contenido, ayudando a datar el tarro.

## Procedencia
El elemento entró en la colección del Museo Ure, junto con cierto número de otros artículos egipcios antiguos, en 1958 como parte de una donación del profesor Henry Bassett, profesor de Química en la Universidad de Leer de 1912 a 1946 y Decano de la Facultad de Ciencia de 1926 a 1930. Cómo llegó hasta Bassett y su historia previa son actualmente desconocidos. Es, sin embargo, muy probable que la momia haya sido una de las muchas que se salvó de ser procesada como fertilizante en la década de 1890.

En febrero de 1890 varias toneladas de gatos momificados en diferentes condiciones llegaron a los muelles de Liverpool y fueron subastados para su procesamiento como fertilizante (y combustible). Estos habían sido descubiertos (por accidente) en 1889 en el Speos Artemidos, cerca de Beni Hasan, Egipto. Algunos de los gatos mejor conservados, o partes de ellos, fueron subastados individualmente; varios de estos estuvieron en exhibición en los Museos Nacionales del Museo Mundial de Liverpool. La importación y posterior subasta de los gatos momificados se convirtió en un fenómeno mediático, con numerosos diarios nacionales e internacionales informando sobre los procedimientos; los lugareños y los turistas también asistieron a las subastas, lo que congregó multitudes notables en los eventos relacionados.
Una AFORTUNADA GA-TÁSTROFE.—En la gat-egoría de envíos, seguramente el más extraño es el de veinte mil gatos momificados, recién llegados a Liverpool desde Egipto.  Impresiona la imaginación y hace un llamamiento a los sentimientos el considerar que, después de ser enterrados decentemente durante cuatro mil años, han sido exhumados para suministrar abono a una tierra distante. Fueron descubiertos en un cementerio de gatos— una famosa tumba de gatos en su día, aproximadamente a cien millas de El Cairo— en algún lugar sobre la primera gat-arata, no? — Por un fellah egipcio— Feliz afortunado este!— que accidentalmente cayó en él y fue una cosa buena al mismo tiempo. Desde la localidad del descubrimiento nosotros presumimos que en esta ocasión especial El Cairo no mató a los gatos ni los enterró.

Mánchester Times, 15 de febrero de 1890.

## Historia moderna
La cabeza del gato está en exhibición permanente en la sección sobre la Muerte del museo. El objeto también jugó una función prominente en el marketing antiguo del museo, y es uno de los elementos más conocidos de la colección.